# Sound Soldier
Sound Soldier é o segundo álbum da cantora canadense Skye Sweetnam. O álbum foi lançado no Canadá, em 30 de Outubro de 2007. O primeiro single é a canção "Human", produzida pela The Matrix. O álbum foi um fracasso de vendas em todo o mundo e vendeu apenas 992 copias nos Estados Unidos segundo a Soundscan. Em seu país de origem (Canadá), o álbum também não foi bem e não conseguiu entrar na parada dos 100 álbuns mais vendidos. O álbum vendeu aproximadamente 7 mil unidades no Canadá. O single 'Human' chegou ao #101 da parada canadense.

## Faixas
1. "Music Is My Boyfriend" - 3:27
2. "Human" - 3:10
3. "Boyhunter" - 3:20
4. "Ghosts" - 3:17
5. "My Favourite Tune" - 3:21
6. "Scary Love" - 3:47
7. "(Let's Get Movin') Into Action" - 3:40
8. "Cartoon" - 3:20
9. "Make-Out Song" - 3:03
10. "Ultra" - 3:12
11. "Kiss a Girl" - 3:30
12. "Baby Doll Gone Wrong" - 3:38
13. "Girl Like Me" - 3:08 (Faixa Bônus: somente no japão)